# Amadou Hassane
Amadou Hassane (* 15. Februar 1931 in Garankédey) ist ein nigrischer Politiker und Gewerkschafter.

## Leben
Amadou Hassane ist ein älterer Bruder des Lehrers und Gewerkschafters Sido Hassane. Er besuchte von 1940 bis 1946 die Regionalschulen in Niamey, Zinder und Dosso. Von 1946 bis 1947 ging er auf die höhere Grundschule in Niamey und von 1947 bis 1948 absolvierte er die Krankenpflegerschule in Niamey.
Hassane arbeitete ab 1949 als Krankenpfleger im Krankenhaus von Niamey, unterbrochen durch eine Radiologie-Ausbildung, die von 1952 bis 1953 in Dakar machte. Im Jahr 1957 kandidierte er für die Nigrische Fortschrittspartei und wurde als Abgeordneter für den Kreis Dosso in die Territorialversammlung gewählt, der Vorgängerin der Nationalversammlung, der er bis 1974 angehörte. Er war ab 1965 deren zweiter Vizepräsident und ab 1970 deren erster Vizepräsident. Zu Hassanes internationalen Tätigkeiten zählte die zehnjährige Mitgliedschaft in der nigrischen Delegation zur Generalversammlung der Vereinten Nationen. Als Gewerkschafter war er Mitglied der Büros der nigrischen Krankenpfleger-Gewerkschaft und stellvertretender Generalsekretär der nigrischen Landessektion der Confédération générale des travailleurs africains. 
Nach dem Staatsstreich von Seyni Kountché im Jahr 1974 wurde Amadou Hassane wie der Großteil der politischen Elite des Landes verhaftet und in einem Militärlager in Agadez interniert. Im April 1985 wurde er wieder freigelassen und 1991 zum Vizepräsidenten der Nigrischen Fortschrittspartei gewählt.

## Ehrungen
- Kommandeur des Nationalordens Nigers (2012)[3]
- Kommandeur des Verdienstordens Nigers
- Offizier der Ehrenlegion[2]